# Jardwadjali
Die Jardwadjali, auch Jadawadjali genannt, sind ein Stamm der Aborigines, die das Land an der oberen Wasserscheide des Wimmera-River, eingegrenzt im Osten von Gariwerd, dem (Grampians-Nationalpark), und im Westen vom Lake Bringalbert in Victoria bewohnten. Die Städte Horsham, Cavendish, Coleraine, Asply, Minyip und Donald liegen in ihrem Gebiet. Es gab 37 Jardwadjali-Clans, die eine Allianz mit ihren Nachbarn, den Djab-wurrung-Aborigines durch Heirat, gemeinsame Kultur, Handelsbeziehungen und Blutsverwandtschaft haben. Die Jardwadjali-Gesellschaft ist matriarchalisch.

## Geschichte

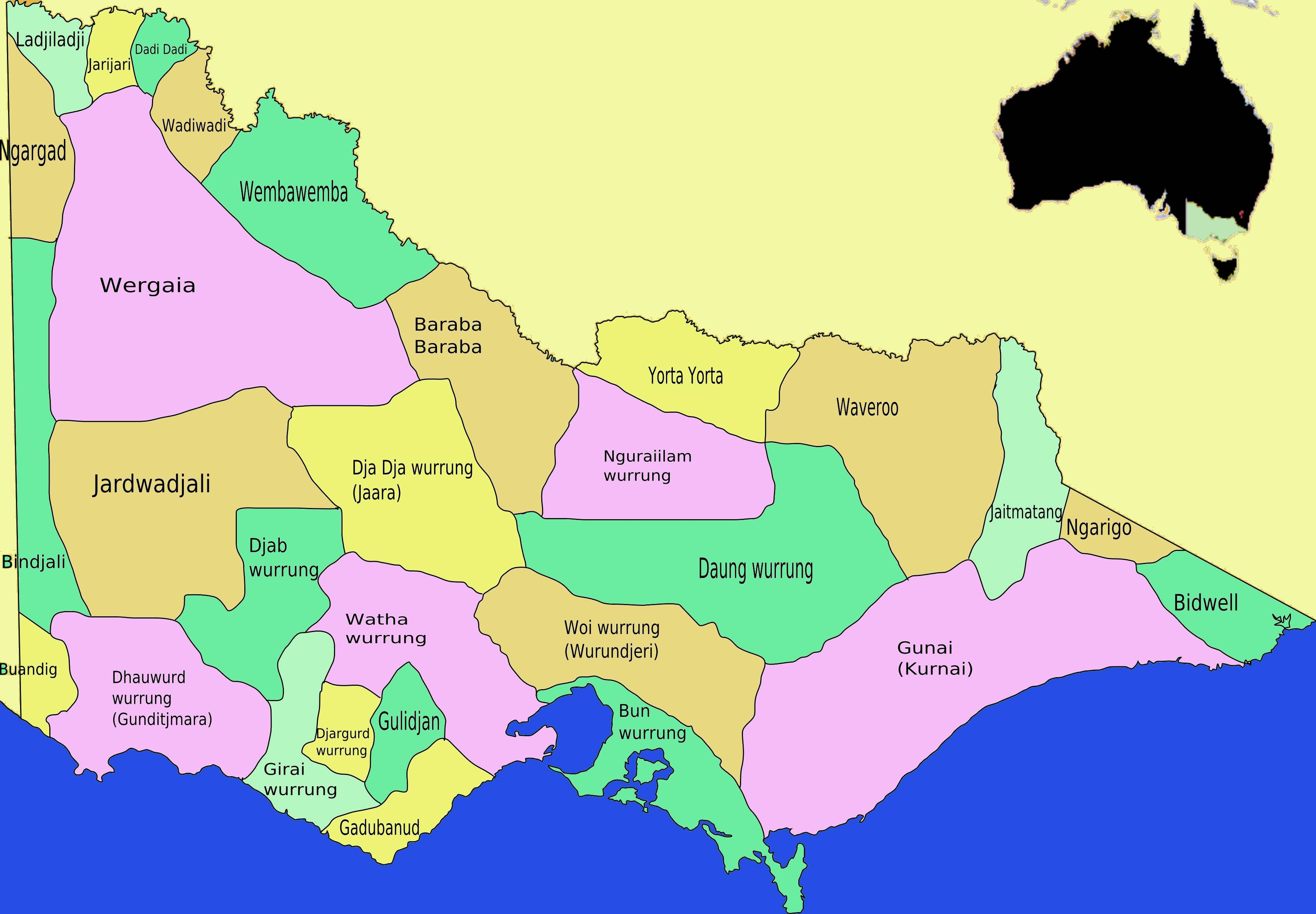
Karte der Aborigines in Victoria

Auf dem Gebiet des Jardwadjali-Stamms lebten Menschen seit 30.000 bis 40.000 Jahren; sie lebten mehrere tausend Jahre vor der letzten Eiszeit im Gariwerd-Gebiet. Artefakte in der Victoria Range (Billawin Range) wurden auf ein Alter von 22.000 Jahren datiert.

### Konflikte and Enteignung
Im Jahre 1836 erkundete Edward Henty als erster Europäer das Jardwadjali-Land aus dem Süden und die europäische Kolonisation begann. Eine weitere Welle von Kolonisatoren kam aus dem Norden mit Lieutenant Robert Briggs, die das Land am Lake Lonsdale besiedelten.
Der Entdecker Major Thomas Livingstone Mitchell kam durch das Jardwadjali-Land im Jahre 1836 und benannte viele geografische Landschaften, einschließlich der Grampian Mountains nach den gleichnamigen Bergen in Schottland. The Jardwadjali nannten dieses Gebirge Gariwerd, was bedeutet spitze Berge oder die Schulter.
Für die Jardwadjali und Djab wurrung-Aborigines waren die zentralen Schöpfungsfiguren der Traumzeit, Bunjil und buledji Brambimbula, die zwei Brüder Bram, die in ihren Vorstellungen verantwortlich für die Schöpfung, Ausformung und Benennung der Landschaften im westlichen Victoria sind.
Es gab keine Aborigine-Missionsstation im Jardwadjali-Land, deshalb wurden in den 1860er und 1870er Jahren viele Aborigines der Jardwadjali in der Ebenezer Mission im Wergaia-Land am Wimmera-River und in der Lake-Condah-Mission in Dhauwurd-wurrung-Land verbracht.

### Massaker
Die Besiedlung der Europäer brachte den Widerstand gegen die Landnahme hervor; Aborigines wehrten sich oder stahlen Schafe. Dies führte zu gewaltsamen Konflikten zwischen weißen Siedlern und Aborigines sowie teilweise zu Massakern an Aborigines.
Einige wenige Berichte über die Massaker kamen bis zu Gericht. Nach dem Fighting-Hills-Massaker reiste John Whyte nach Melbourne, um den Gouverneur Charles La Trobe über das Massaker in Kenntnis zu setzen. Der Protector of Aborigines Charles Sievwright, der persönlich Massaker untersuchte und darüber berichtete, fand kein Gehör. Keine Anklage wurde je erhoben und den Aborigines wurde die Einklagung ihrer Recht vor Gericht verweigert. Obige Affäre wurde, wie andere Affären niemals offiziell zur Kenntnis genommen und nicht dokumentiert.
George Augustus Robinson, der Chief-Protector-of-Aborigines schrieb in sein Tagebuch im Jahre 1841, als er das Gebiet der Portland Bay aufsuchte, wo die Whyte Brothers, die in Massaker verwickelt waren, siedelten:
„The settlers at the Bay spoke of the settlers up the country dropping the natives as coolly as if they were speaking of dropping cows. Indeed, the doctrine is being promulgated that they are not human, or hardly so and thereby inculcating the principle that killing them is no murder.“ (Deutsch: Die Siedler der Küste erzählten über die Siedler des Innenlandes, dass diese die Aborigines vernichteten als wären sie Kühe. In der Tat hätten sie die Auffassung, dass Aborigines keine oder kaum Menschen seien, weswegen sie jedem einschärften, dass das Töten der Aborigines grundsätzlich kein Mord sei.)
Tabelle: Berichte über Massaker im Jardwadjali-Land bis 1859
| Datum                 | Ort                                                       | Aborigines beteiligt                                | Europäer beteiligt | Berichte über Aborigine-Tote                                              |
| --------------------- | --------------------------------------------------------- | --------------------------------------------------- | --- | ------------------------------------------------------------------------- |
| 8. März 1840          | Die Hummocks nahe Wando Vale, bekannt als Fighting Hills  | Konongwootong-Gundidj-Clan                          | William Whyte, George Whyte, Prongle Whyte, James Whyte, John Whyte und 3 Arbeiter: Daniel Turner, Benjamin Wardle, William Gillespie | über 40 Männer, Frauen und Frauen und möglicherweise mehr als 80 Personen |
| März 1840             | Merino Downs Station, Wannon River                        | Konongwootong-Gundidj-Clan                          | George McNamara, Besitzer einer Hütte                                                                                                 | 'Lanky Bill', einige Überlebende des Fighting-Hills-Massaker              |
| 1. April 1840         | nahe Konongwootong reservoir, genannt Fighting Waterholes | Konongwootong-Gundidj-Clan                          | Landarbeiter, Beschäftigte der Gebrüder Whyte                                                                                         | zahlreiche alte Männer, Frauen und Kinder                                 |
| 14. Januar 1840       | Nangeela Station, Glenelg River                           | unbekannter Clan                                    | Robert Savage und Captain HEP Dana | zwei Aborigines                                                           |
| Juni – September 1840 | Die Grange, Southern Grampians (Gariwerd)                 | Jardwadjali oder Djab wurrung, unbekannte Clans     | Charles Wedge und andere | 5. Juni, 13. August, 5. September                                         |
| 1841                  | Abzweigung von Glenelg und Wannon-River                   | Jardwadjali oder Dhauwurd wurrung, unbekannte Clans | Beschäftigte von Augustine Barton | 17 Aborigines                                                             |
| August 1842           | Tahara oder Spring-Valley-Station                         | Jardwadjali oder Dhauwurd wurrung, unbekannter Clan | Beschäftigte von Trevor Winter | 1 Aborigine                                                               |
| 6. August 1843        | Victoria Range                                            | Jardwadjali, unbekannter Clan                       | HEP Dana und Native-Police-Corps | 20 Aborigines                                                             |
| 13. August 1843       | nahe Mount Zero                                           | Jardwadjali, unbekannter Clan                       | HEP Dana und eine Abteilung des Native-Police-Corps                                                                                   | 4 Aborigines                                                              |
| 9. November 1843      | Thomas Rickett's Stations am Glenelg-River nahe Harrow    | Jardwadjali, unbekannter Clan                       | Thomas Ricketts und Beschäftigte | 3 Aborigines                                                              |
| 19. Oktober 1844      | Land 40 km nördlich der Longerenong-Station               | Jardwadjali, unbekannter Clan                       | Sergeant James Daplin, Truppe von Sparrow und Bushe der Border Police, David Cameron                                                  | 2 Aborigines – Jim Crow und Charlie                                       |
| 11. Juli 1845         | unbekannt                                                 | Jardwadjali, unbekannter Clan                       | HEP Dana und eine Abteilung der Native-Police-Corps                                                                                   | 3 Aborigines                                                              |
| 6. Februar 1846       | Mullagh-Station, 11 km nördlich von Harrow                | Jardwadjali, unbekannter Clan                       | Beschäftigte von Walter Birmingham und Owen O’Reilly                                                                                  | 1 Aborigine                                                               |
| Oktober 1847          | Mount Talbot                                              | Jardwadjali, unbekannter Clan                       | John Stockell | 1 Aborigine                                                               |
| 26. Juni 1849         | Wannon-River                                              | Jardwadjali, unbekannter Clan                       | James Lloyd, Hüttenbesitzer John Ralston, Roseneath-Station                                                                           | 1 Aborigine                                                               |

## Sprache
The Jardwadjali-Sprache ist zu 90 Prozent mit dem Vokabular der Djab wurrung identisch. Unterdialekte sind Jagwadjali, Jardwadjali, Mardidjali, und Nundadjali.

## Cricket

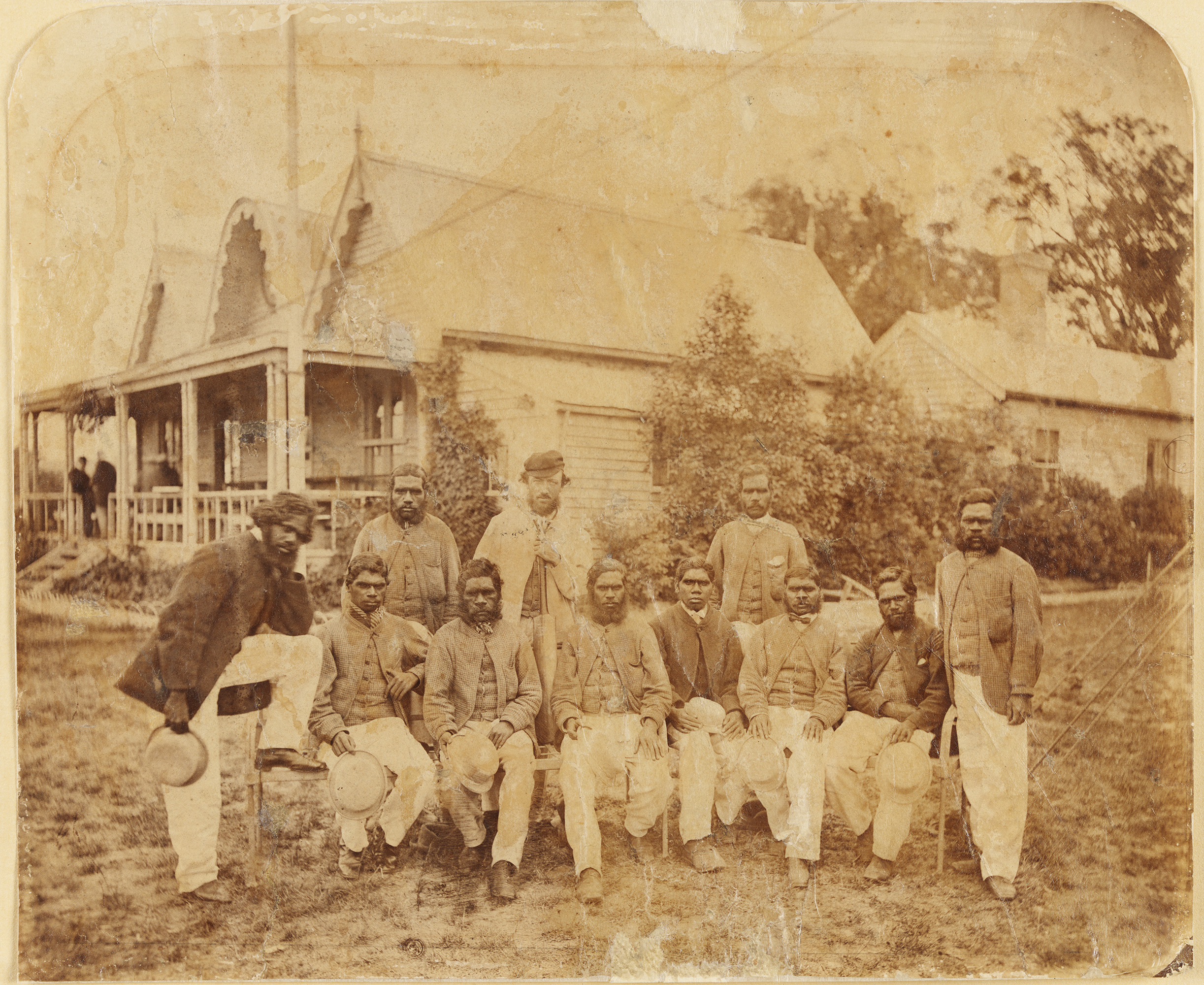
Das Aboriginal-Cricket-Team abgebildet mit ihren Coach Tom Wills bei der MCG in 1867

Jardwadjali bildeten den Kern des Australian-Aboriginal-Cricket-Team in England in 1868, obwohl es Versuche der zentralen Leitung gab, wegen der teilnehmenden Aborigines die Tour zu stoppen. Das Team spielte 47 Matches, gewann 14, verlor 14 und spielte in weiteren 19. Unamurriman war ein in Cricket-Kreisen als Johnny Mullagh bekannter Spieler, der 1843 geboren wurde.

## Jüngere Geschichte
Im Jahre 1989 gab es einen Vorschlag des Ministers für Tourismus Victorias, Steve Crabb, einige geografische Plätze in diesem Gebiet wieder nach dem Kulturerbe der Aborigines rückzubenennen. Gegen diese Vorschläge erhob sich eine starke Opposition durch die europäischen Nachkommen der Siedler. Das Brambuk-Centre schlug daraufhin fünf Aborigine-Gemeinschaften als Doppelnamen für die Hauptgebiete vor, wie beispielsweise Gariwerd/Grampians. Einige Vorschläge wurden dennoch umgesetzt:
- Grampians wurde zu Gariwerd (Gebirge)
- Mount Zero wurde zu Mura Mura (Little Hill)
- Hall's Gap wurde zu Budja Budja

The Brambuk National Park and Cultural Centre in Halls Gap befindet sich im Eigentum der Jardwadjali und Djab Wurrung. Das Zentrum wird von fünf Aborigine-Gemeinschaften gemanagt, die die Verbindungen zu den historischen Plätzen der Gariwerd-Grampians-Ranges und den historischen Plätzen pflegen.